# Dasineura miranda
Dasineura miranda är en tvåvingeart som beskrevs av Fedotova 1996. Dasineura miranda ingår i släktet Dasineura och familjen gallmyggor.
Artens utbredningsområde är Kazakstan. Inga underarter finns listade i Catalogue of Life.